# مايك كيلر
مايك كيلر (بالإنجليزية: Mike Keller)‏ (و. 1949  م) هو لاعب كرة قدم أمريكية، من الولايات المتحدة، ولد في شيكاغو، يلعب كظهير ‏.

## التعليم
تعلم في Catholic Central High School (Grand Rapids, Michigan) ‏.

## روابط خارجية
- مايك كيلر على موقع مرجع كرة القدم المحترفة.كوم (الإنجليزية)